# C7orf50
C7orf50 (англ. Chromosome 7 open reading frame 50) – білок, який кодується однойменним геном, розташованим у людей на 7-й хромосомі. Довжина поліпептидного ланцюга білка становить 194 амінокислот, а молекулярна маса — 22 083.
| 10         |  | 20         |  | 30         |  | 40         |  | 50         |
| ---------- |  | ---------- |  | ---------- |  | ---------- |  | ---------- |
| MAKQKRKVPE |  | VTEKKNKKLK |  | KASAEGPLLG |  | PEAAPSGEGA |  | GSKGEAVLRP |
| GLDAEPELSP |  | EEQRVLERKL |  | KKERKKEERQ |  | RLREAGLVAQ |  | HPPARRSGAE |
| LALDYLCRWA |  | QKHKNWRFQK |  | TRQTWLLLHM |  | YDSDKVPDEH |  | FSTLLAYLEG |
| LQGRARELTV |  | QKAEALMREL |  | DEEGSDPPLP |  | GRAQRIRQVL |  | QLLS       |

A: Аланін

C: Цистеїн

D: Аспарагінова кислота

E: Глутамінова кислота

F: Фенілаланін

G: Гліцин

H: Гістидин

I: Ізолейцин

K: Лізин

L: Лейцин

M: Метіонін

N: Аспарагін

P: Пролін

Q: Глутамін

R: Аргінін

S: Серин

T: Треонін

V: Валін

W: Триптофан

Кодований геном білок за функцією належить до фосфопротеїнів. 